# Люсі Певенсі
Люсі Певенсі (англ. Lucy Pevensie; 1932—1949) — головна героїня із серії «Хроніки Нарнії» Клайва Стейплза Льюїса, дівчинка зі звичайної англійської родини.
Молодша сестра Пітера, Сьюзен і Едмунда, двоюрідна сестра Юстеса Скрабба. Народилася в 1932 році за земним літочисленням. У неї золотисто-коричневе волосся, очі сіро-блакитні. Характер у неї наполегливий, вона неймовірно активна, хоробра. Стала однією з Чотирьох правителів Нарнії. Жителі Нарнії прозвали її Люсі Відважна (англ. Lucy the Valiant).
Фігурує в п'яти книгах «Хронік Нарнії»: як дитина і як один з головних персонажів — в книгах «Лев, Біла Відьма та шафа», «Принц Каспіан» і «Подорож Досвітнього мандрівника»; як доросла — у книжках «Кінь та його хлопчик» та «Остання битва».
Прототип — Люсі Барфілд.

## Біографія
Люсі народилася в 1932 році, і їй 8 років, коли вона вперше потрапляє в Нарнію. Під час дії книжки «Остання битва» їй 17 років.

### Лев, Біла Відьма й шафа
Першою знаходить Нарнію і розповідає про неї іншим, але їй не вірять, потім все ж потрапляє в Нарнію з братами і сестрою. Дівчинка стає Королевою разом з братами Пітером і Едмундом і сестрою Сьюзен. Епоха правління Пітера, Сьюзен, Едмунда і Люсі стала золотою добою Нарнії. Але під час полювання на білого оленя вони випадково знаходять ліхтарний пустир і сам ліхтарний стовп, де Люсі зустріла містера Тумнуса. Вона просить зупинитися братів і сестру, і вони дивляться і дивуються. Через платтяну шафу вони знову потрапляють в Англію, де з моменту їх відходу минуло лише кілька хвилин, а вони самі знову стали дітьми.

### Кінь та його хлопчик
Події в книжці відбулися після коронації братів і сестер, і до повернення їх до Англії, описаних у книзі «Лев, Біла Відьма й шафа». Вона бере участь у битві за Анвард в рядах лучників.
Принц Корін описує її скоріше як дівчисько-шибеника, на відміну від її сестри, королеви Сьюзен, яка є «пристойною леді».

### Принц Каспіан
Разом зі своїми братами і сестрами, за покликом чарівного рога Сьюзен, потрапляє в прекрасну країну Нарнію завдяки «чарівному поїзду». До того, як принц Каспіан покликав їх, була майже єдиною, хто знав, що вони обов'язково туди повернуться. Першою бачить Аслана, але, боячись піти за ним, продовжує шлях зі своїми близькими. У битвах участі не бере, але врешті відправляється в ліс на пошуки Аслана, для того, щоб просити його про допомогу у війні проти Міраза.

### Подорож Досвітнього мандрівника
Поки Сьюзен подорожує з містером і місіс Певенсі в Америку, а Пітер готується до вступних іспитів з професором Дігорі Керком, Люсі (якій на той момент 11 років), Едмунд і їх двоюрідний брат Юстас потрапляють в Нарнію через картину, на якій був намальований корабель. Ця книжка написана в значній мірі з точки зору Люсі. Наприкінці Аслан твердо каже їй і Едмунду, що вони стали, як Сьюзен і Пітер, занадто дорослими, щоб надалі переживати чудеса Нарнії.

### Остання битва
У «Останній битві» вона є другорядним персонажем. Вона повертається в Нарнію зі своїми братами, Верховним королем Пітером і королем Едмундом, поряд з Юстасом Шкодою, Джилл Поул, Поллі Пламмер, і Дігорі Керком. Вона стає свідком знищення Нарнії і переміщається в нову Нарнію, створену Асланом, в яку вже не проникне зло.
Люсі там зустрічає свого старого друга містера Тумнуса, Ріпічипа і Аслан розповідає їй про залізничну катастрофу, в якій загинула вона, її брати, її батьки, Поллі, Дігорі, Юстас і Джилл, тому вона і всі інші залишаться у «справжніх світах» назавжди.

## Відображення в кінематографі
- Софі Вілкокс (серіал BBC; 1988—1990)
- Джорджі Хенлі (екранізація Walden Media)
- Джейма Мейс (пародійний персонаж, «Дуже епічне кіно»)